# Nassauwijk (Voorschoten)
Nassauwijk is een wijk in Voorschoten. De wijk wordt aan de noordkant begrensd door de wijk Adegeest, aan de oostkant door de Julianalaan (centrum), aan de zuidkant door de Bloemwijk en aan de westkant door de spoorlijn Leiden - Den Haag.
De wijk werd aangelegd in de jaren dertig en groeide verder in de jaren vijftig. Centraal in de wijk is een klein winkelcentrum, een cultureel centrum en een paar scholen. De wijk is vernoemd naar het feit dat alle straatnamen relateren aan het Koninklijk Huis.
Bij bouwwerkzaamheden in 1953 werden de muren van het kasteel Ter Lips aangetroffen.

## Voorsche Park
Langs de spoorlijn zijn tussen 2008 en 2012 circa 200 nieuwe woningen gebouwd met de projectnaam Voorsche Park. De straten in deze buurt hebben de namen van Voorschotense burgemeesters gekregen. De eerste woningen aan de Burgemeester Cannegieterlaan zijn in april 2010 betrokken. De bouwstijl van de huizen doet denken aan de Haagsche School, met overhangende daken. Er is ook speciaal aandacht besteed aan inbraakpreventie.

## Herdenkingsmonument

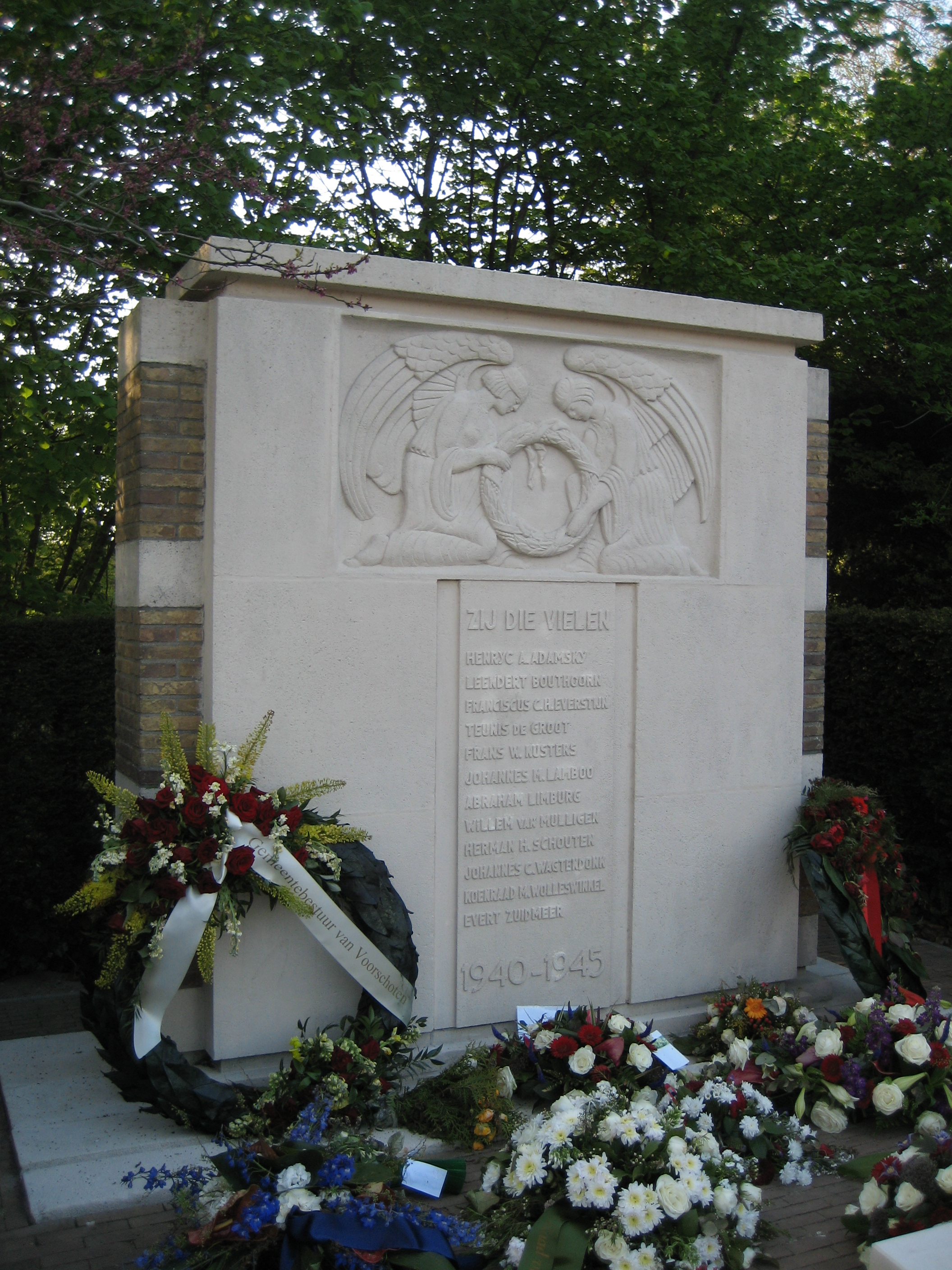
Oorlogsmonument

Aan de Koningin Julianalaan staat een monument waar de slachtoffers van de Tweede Wereldoorlog worden herdacht. Het monument werd ontworpen door Gra J.W. Rueb (1885-1972) en draagt nu de tekst:
ZIJ DIE VIELEN
HENRYC A. ADAMSKY, LEENDERT BOUTHOORN, FRANCISCUS C.H. EVERSTIJN
TEUNIS DE GROOT, FRANS W. KUSTERS, JOHANNES M. LAMBOO 

ABRAHAM LIMBURG, WILLEM VAN MULLIGEN, HERMAN H. SCHOUTEN 

JOHANNES C. WAGTENDONK, KOENRAAD M. WOLLESWINKEL, EVERT ZUIDMEER 

1940 1945

Het monument is in 2012 aangevuld met een onderdeel waarmee alle slachtoffers herdacht worden die sinds 1940 gevallen zijn in en na de oorlog. Het gaat dan om slachtoffers van oorlogsgeweld, militaire slachtoffers, slachtoffers van concentratiekampen, burgerslachtoffers en militaire slachtoffers van VN-vredesmissies vanaf 1940. De aanpassing is geschied op verzoek van het Comité Voorschotense Oorlogsslachtoffers.